# Khirbat al-Minya

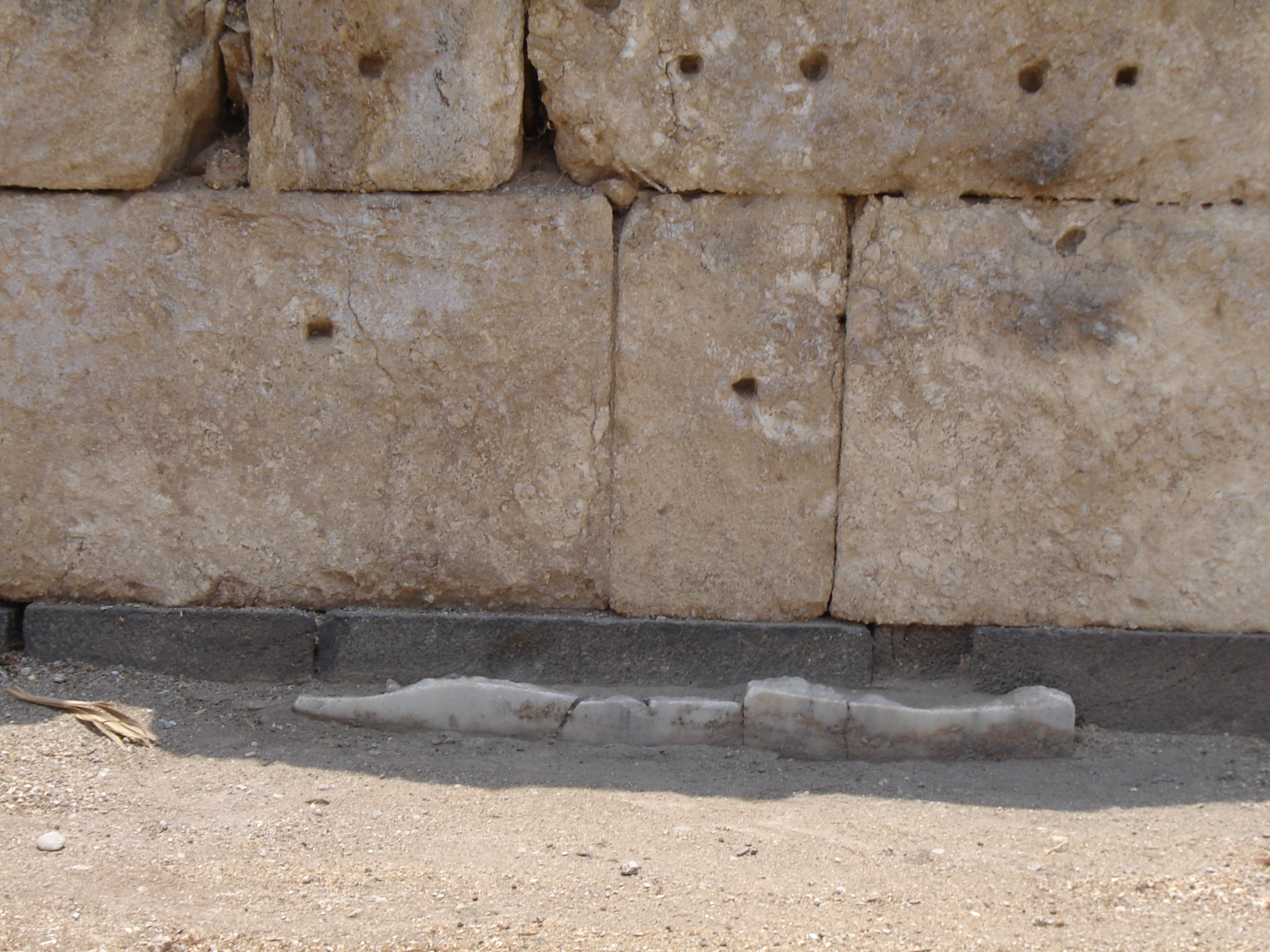
Els blocs de pedra que formen el palau recolzen sobre una base de pedra bassàltica negra

Khirbat al-Minya (Ayn Minyat Hisham) és un antic palau omeia localitzat a la part oriental de Galilea, Israel, a 200 metres del punt nord del llac Tiberíades. Inclou palau, mesquita i sala de bany, seguint el patró dels palaus omeies. Fou construït pel califa al-Walid I (705-715) segurament pel seu fill Umar ibn al-Walid que va ser governador de Tiberíades en el regnat del seu pare, i va caure en desgràcia sota el següent regnat de l'oncle Sulayman ibn Abd-al-Màlik. Era el centre regional del govern d'al-Urdunn i el punt de contacte amb les tribus àrabs del desert. Hauria servit també de caravanserrall i residència d'hivern del governador de Tiberias (Tiberíades) o residència d'estiu del governador de Baysan. Fou abandonat en època desconeguda potser cap al 750, i fou després habitat altre cop als segles xiv i xv. Un kan fou construït al nord i usat al segle xiv, utilitzant en part material del palau.
El palau fou explorat el 1932 per l'alemany A.E. Mader. Després ha estat excavat altres vegades. El 2000 fou proposat com Patrimoni de la Humanitat. El govern israelià el va declarar parc nacional.
El palau propi és rectangular de 66 x 73 metres amb torres rodones als angles i torre semicircular a la meitat de cada paret excepte l'occidental on era l'entrada monumental. Al centre un pati amb escales d'accés a la segona planta. Les habitacions inclouen mosaics i un tron. La mesquita està al sud-est. Segueix el model d'altres palaus com el Kasr al-Heer al-Gharbi al desert de Síria i el Khirbat al-Mafjar prop de Jericó. La zona residencial estava al nord.